# Adenia goetzei
Adenia goetzei är en passionsblomsväxtart som beskrevs av Hermann August Theodor Harms. Adenia goetzei ingår i släktet Adenia och familjen passionsblomsväxter. Inga underarter finns listade i Catalogue of Life.